# Race Imboden
Race Imboden, född 17 april 1993 i Tampa i Florida, är en amerikansk fäktare som tävlar i florett.
Imboden blev olympisk bronsmedaljör i florett vid sommarspelen 2016 i Rio de Janeiro.